# Museo d'arte di Dnipro
Il Museo d'arte di Dnipro è un museo dedicato a pittura, grafica, scultura e arti decorative e applicate dei secoli XVI-XXI.

## Storia
Il museo fu aperto nel 1914 su iniziativa dei membri della commissione artistica della Società scientifica di Ekaterinoslav. La prima esposizione della Galleria d'arte Ekaterinoslav fu collocata all'interno di Palazzo Potëmkin e raccoglieva 64 opere di artisti russi e ucraini.
Negli anni 1920 e 1930 la collezione fu spostata presso l'odierno Hotel "Ucraina" e arricchita con opere di autori ucraini e dell'Europa occidentale provenienti dalla collezione di Dmytro Javornyc'kyj, dalla Galleria Tret'jakov di Mosca e dall'Ermitage di San Pietroburgo.
Nel 1936 il museo ricevette in dono dall'artista sovietico Isaak Israilevič Brodskij più di 300 opere, che sono tuttora il nucleo centrale della collezione. Durante la grande guerra patriottica il museo fu distrutto e gli occupanti nazisti distrussero oltre 1000 pezzi della collezione. Tuttavia, nel 1947 il museo poté riaprire al pubblico.

## Collezioni
La mostra permanente, che raccoglie circa 8500 opere, ospita lavori di artisti quali Volodymyr Lukyč Borovykovs'kyj, Ivan Ivanovič Šiškin, Isaak Il'ič Levitan, Konstantin Alekseevič Korovin, Valentin Aleksandrovič Serov, Il'ja Efimovič Repin, Konstantin Egorovič Makovskij, Mykola Kornylovyč Pymonenko, Kyriak Kostjantynovyč Kostandi, Serhij Ivanovyč Vasyl'kivs'kyj, Oleksandr Muraško, Davyd Davydovyč Burljuk, Boris Dmitrievič Grigor'ev e Nadežda Sapožnykova.
Una sezione del museo è dedicata ai maestri della pittura Petrykivka.